# Metacyclops hartmanni
Metacyclops hartmanni – gatunek widłonoga z rodziny Cyclopidae. Nazwa naukowa tego gatunku skorupiaków została opublikowana w 1960 roku przez biologa Hansa-Volkmara Herbsta.